# Ziua drapelului național al României

Culorile drapelului național, albastru, galben și roșu, sunt aceleași de la Revoluția Română din 1848, doar dispunerea, raportul și intensitatea/saturarea culorilor diferă.

Ziua Drapelului Național este ziua de 26 iunie, care a fost proclamată astfel prin Legea nr. 96 din 20 mai 1998.
Conform legii, această zi va fi marcată de către autoritățile publice și de celelalte instituții ale statului prin organizarea unor programe și manifestări cultural-educative, cu caracter evocator sau științific, consacrate istoriei patriei, precum și prin ceremonii militare specifice, organizate în cadrul unităților Ministerului Apărării Naționale și ale Ministerului de Interne. 

## Scurtă istorie a Zilei Drapelului Național
- În 1834, când Țările Române au început să se dezvolte din punct de vedere economic, când conștiința națională cerea unitatea și libertatea țării, domnitorul Țării Românești, Alexandru D. Ghica Vodă, a obținut de la otomani învoirea „de a pune steag românesc corăbiilor negustorești și oștirii”.
- Steagul destinat corăbiilor avea două culori (galben și roșu), cel atribuit armatei era compus din trei (roșu, galben și albastru) și un vultur la mijloc. Acesta este socotit drept începutul adoptării tricolorului pe pământ românesc.
- O informație o descoperim printre mărturiile unui francmason Jean Alexandre Vaillant, (chemat și stabilit în Muntenia în 1830, profesor și director al Colegiului Sf. Sava din București 1831-1834), potrivit căruia tricolorul ar fi fluturat pentru prima dată în ziua de 29 iulie 1839, pe muntele Pleșuva (zona Comarnic – jud. Prahova)  Astfel, atestarea de către Vaillant a tricolorului ca drapel al Principatelor este, poate, cea mai veche atestare documentară a acestui fapt.
- Tricolorul românesc era cunoscut încă din deceniul 4 al secolului XIX drept simbol național cu cel puțin un deceniu înainte de oficializarea sa
- În timpul revoluției de la 1848 Tricolorul a fost adoptat ca simbol al națiunii în prima zi a victoriei revoluției burghezo – democratică (1848 – 1849), 14/26 iunie, când a avut loc abdicarea domnitorului Gheorghe Bibescu, instaurarea Guvernului provizoriu de la București și promulgarea decretului nr. 1 de instituire a drapelului național.
- Revoluționarii de la 1848, atât cei din Transilvania, cât și cei din Țara Românească, au arborat steagul tricolor, ca simbol al luptei lor, având inscripționat lozinca: „Dreptate – Frăție” și dându-i denumire de „stindard al libertății”. O lună mai târziu, „văzând cu nu s-a înțeles încă cum trebuiesc făcute stindardele naționale”, decretul guvernamental nr. 252, din 13 iulie 1848, preciza din nou că „stindardele vor fi tricolore. Culorile sunt: albastru închis, galben deschis și roșu carmin”. Ele vor fi dispuse vertical și vor fi aranjate în ordinea următoare: „lângă lemn vine albastru, apoi galben și apoi roșu fâlfâind”. În Adunarea populară desfășurată pe dealul Filaretului din București, în ziua de 15 iunie 1848, s-a celebrat ziua de 11 iunie, începutul revoluției, „zi de mântuire pentru toată România”, sub flamurile tricolore. Tot în acel an istoric 1848, în acea impresionantă Adunare de la Blaj, 3/15 mai, s-a înălțat „flamura cea mare tricoloră a națiunii române”, a întregii națiuni române.
- Potrivit unei alte ipoteze tricolorul se impune ca drapel național în 1859, odată cu dubla alegere a lui Alexandru Ioan Cuza, culorile steagului fiind dispuse însă pe orizontală. Primul drapel din 1859, aflat în uz până în 1862, a avut fâșia albastră plasată sus, urmând ca, în a doua parte a domniei lui Cuza, fâșia roșie sa fie dispusă pe partea superioară. După venirea lui Carol I, steagurile vor avea benzile dispuse pe verticală, România aliniindu-se astfel regulilor respectate de steagurile europene.
- Ziua Drapelului Național a fost instituită pentru a marca ziua de 26 iunie 1848, când Guvernul revoluționar a decretat ca Tricolorul - albastru, galben și roșu - să reprezinte steagul național al tuturor românilor; cele trei culori împărțite în mod egal reprezintă principiul egalității, orientarea culorilor în sus semnifică verticalitatea, cifra trei este numărul perfect, pe lângă țara noastră mai existând alte trei țări europene tradiționale cu steagul tripartit în mod egal și vertical: Franța, Italia și Belgia.

## Galeria steagului național român

Steagul Revoluției Române de la 1848 din Țara Românească
Steagul românilor de la Blaj din 1848
Steagul aromânimii de la 1848
Steagul Principatelor Unite (1859-1862)
Steagul Principatelor Unite (1862-1866)
Simbolul regal al Regatului României din anul 1881
Steagul Armatei Române în 1867
Steagul Transilvaniei înainte de 1918
Steagul Marii Adunări Naționale de la Alba Iulia, la 1 decembrie
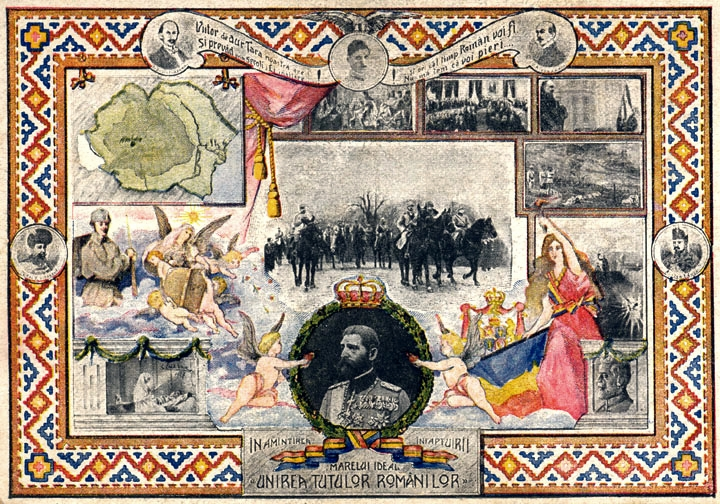
Carte poștală cu România Mare și cu steagul României
Simbolul regal al Regatului României din anul 1922
Steagul României în dispunere verticală a culorilor
Steagul multor ministere în timpul celui de-al doilea război mondial
Steagul mareșalului Ion Antonescu
Al doilea război mondial - Steagul vice-amiralității
Steagul României în timpul Republicii Populare Române, în perioada ianuarie-martie 1948
Steagul României între 1965 și 1989, în timpul Republicii Socialiste România
Steagul "cu gaură" al revoluției din decembrie 1989, folosit după și în timpul mineriadelor din anii '90 de către mișcările studențești
Steagul actual al României (1989 - prezent)